# Владіміреука
Владіміреука, Володимирівка (рум. Vladimireuca) — село у Синжерейському районі Молдови. Входить до складу комуни, адміністративним центром якої є село Копечень.

## Населення
За даними перепису населення 2004 року у селі проживали 114 осіб.
Національний склад населення села:
| Національність | Кількість осіб | Відсоток |
| -------------- | -------------- | -------- |
| молдавани      | 104            | 91,2%    |
| українці       | 7              | 6,1%     |
| росіяни        | 2              | 1,8%     |
| болгари        | 1              | 0,9%     |
| Всього         | 114            | 100%     |

## Видатні уродженці
- Міхай Долган — молдовський композитор.